# 尤諾 (阿肯色州)
尤諾（英語：Uno）是位於美國阿肯色州波因塞特縣的一個非建制地區。該地的面積和人口皆未知。

## 地理
尤諾的座標為35°38′55″N 91°01′39″W / 35.64861°N 91.02750°W，而該地的平均海拔高度為米（即英尺）。